# 배나무
배나무(Pyrus pyrifolia var. culta)는 돌배나무(pyrus pyrifolia)의 재배종이며, 전국 각지에서 재배하는 한국·중국·일본 등지에 분포하는 배나무속에 속하는 낙엽 활엽소교목으로 높이는 5m 정도이다. 서구권을 비롯한 해외에서는 한국배(영어: Korean pear, 코리언 페어)로 더 많이 알려져 있다.

## 행태
잎은 달걀모양이며 끝은 길게 뾰족하고 밑은 둥글며 바늘모양의 톱니가 있다. 꽃은 산방꽃차례로서 4-5월에 가지 끝에 피며 흰색이다. 열매는 이과(梨果)로서 꽃받침이 떨어지고 10월에 다갈색으로 성숙한다. 기구재·기계재 또는 접목(接木)의 대목(臺木)으로 사용한다. 아스프와 바이치 형제에 관한 설화가 있다.

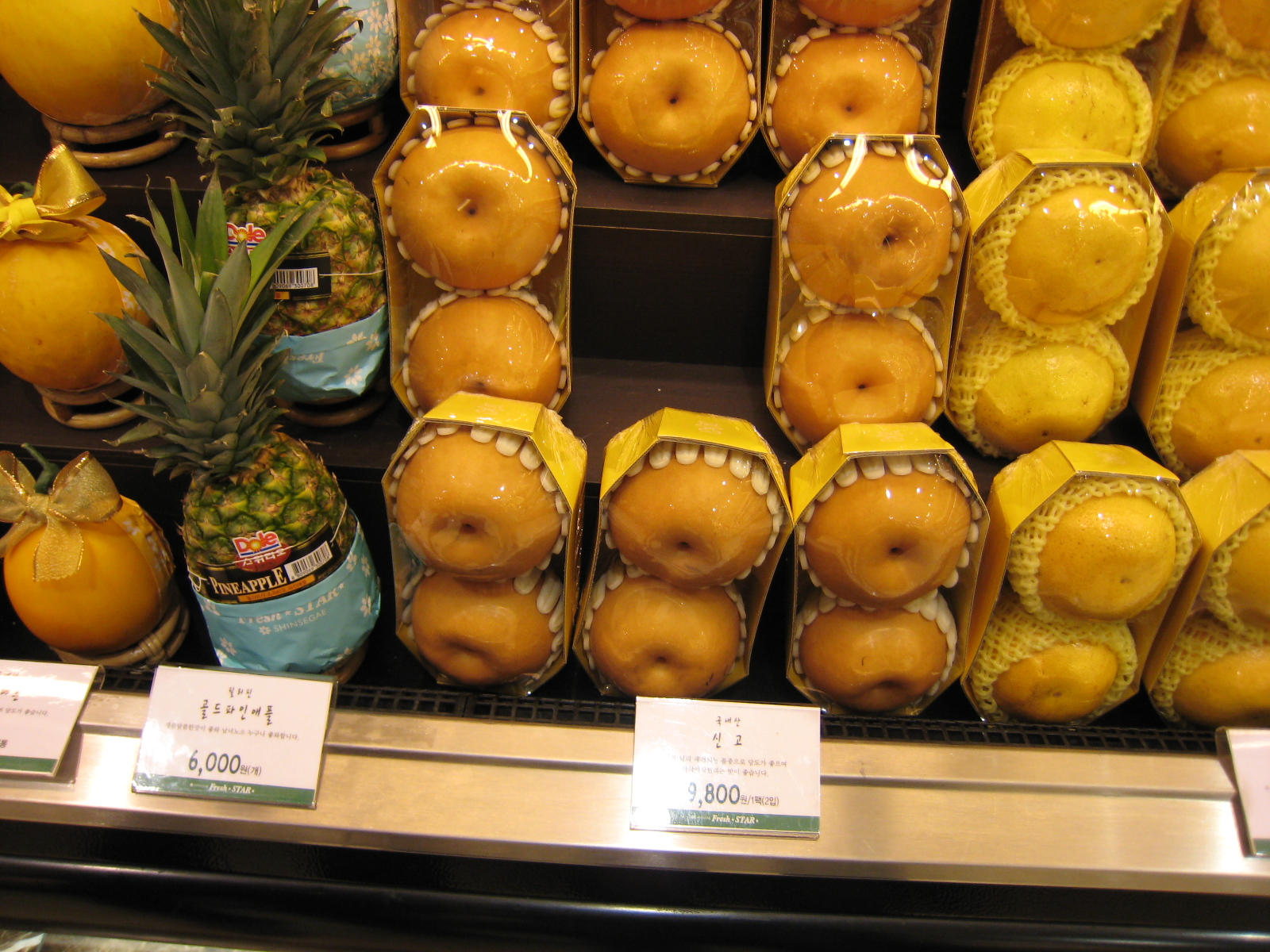
신고배

## 특징
배나무는 꽃눈 형성이 잘되어 해걸이가 적고, 웃자란 가지가 많이 발생되며, 새로 나오는 가지는 직립하는 성질이 있다. 배나무의 꽃은 주로 차로 끓여 먹는 경우가 많다. 건강 개선, 이뇨 작용 등을 근거로 하여 음용하는 경우가 있어 건강에 좋지 않는 체질이 허약한 사람에게 먹기에 딱히 좋은 것으로 보인다.

## 효능
혈액을 중화시켜 주는 효능이 있으며 당분, 칼륨, 비타민 C, 섬유소, 지방 등이 풍부해 피로회복과 피부미용, 체내 나트륨 배출에도 도움이 된다.

## 사진

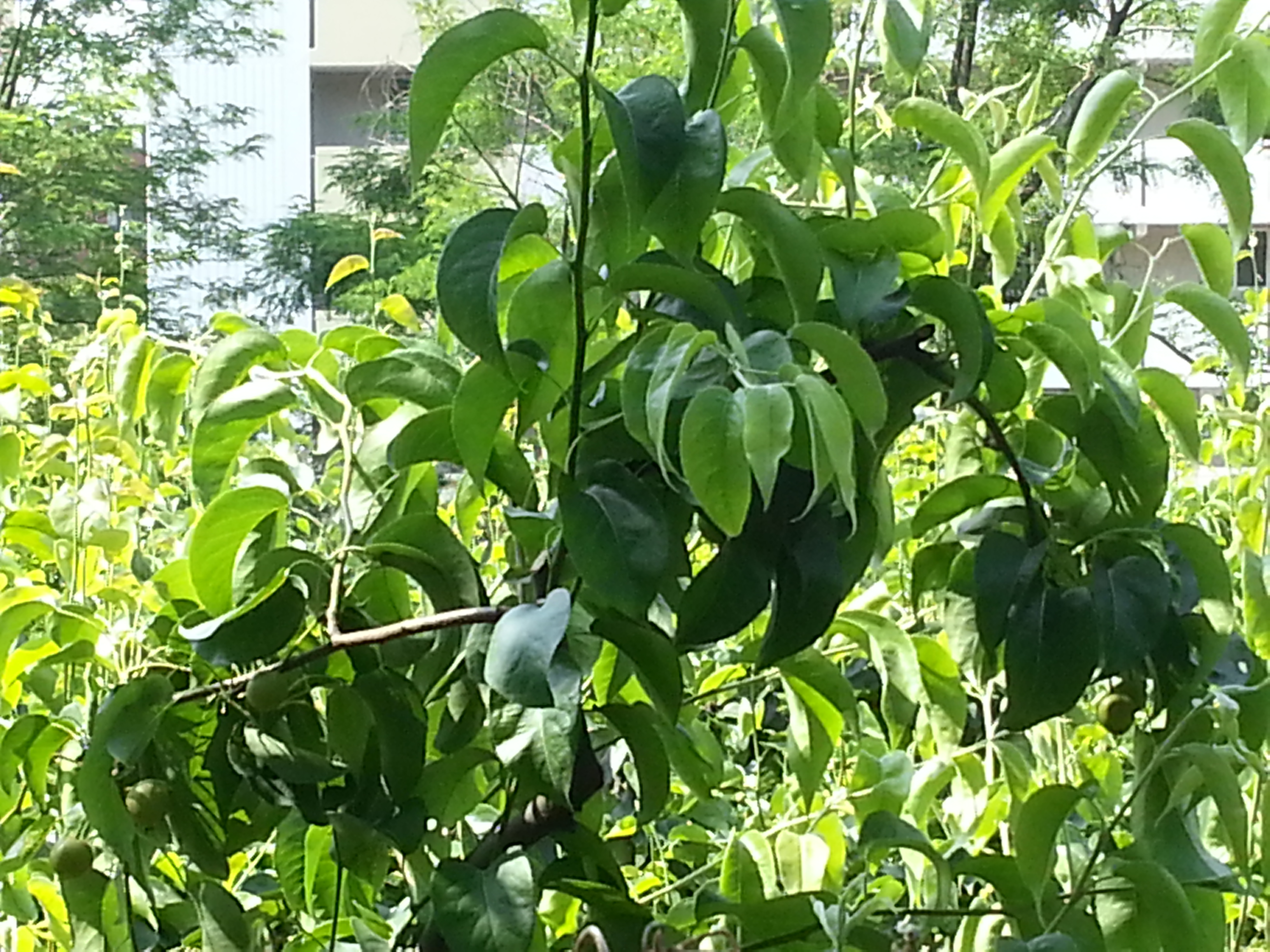
서울특별시 노원구에서 자라는 배나무

## 같이 보기
- 중국배(Pyrus bretschneideri)
- 서양배(Pyrus communis)